# Ovabaşı, Gümüşhacıköy
Ovabaşı là một xã thuộc huyện Gümüşhacıköy, tỉnh Amasya, Thổ Nhĩ Kỳ. Dân số thời điểm năm 2010 là 319 người.